# Phare de Markøy
 (avril 2023).
Si vous disposez d'ouvrages ou d'articles de référence ou si vous connaissez des sites web de qualité traitant du thème abordé ici, merci de compléter l'article en donnant les références utiles à sa vérifiabilité et en les liant à la section « Notes et références ».

Le phare de Markøy (en norvégien : Markøy fyr)  est un ancien phare situé sur l'île de Markøy au nord-ouest du phare de Lindesnes, dans la commune de Lyngdal, en mer du Nord. Le phare de Markøy a fonctionné de 1725 à 1844.

## Situation
Markøy est située dans l'archipel de Sælør à l'ouest de Lindesnes. Les ruines du phare de Markøy sont protégées par la loi sur le patrimoine culturel. La zone est protégée en tant que réserve naturelle en vertu de la loi sur la conservation de la nature. Le nom Markøy vient probablement de "Mark", d'une marque au sens de marque de mer.

## Historique
Lorsque le phare de Lindesnes a été allumé pour la deuxième fois en 1725, Markøy a également été mis en service afin que les phares jumeaux ne puissent pas être confondus avec le phare de Skagen du côté danois de Skagerakk. Le phare de Markøy consistait à l'origine en une chaudière placée directement sur la montagne. En 1822, un four à charbon fermé fut construit sur une tour en pierre. Les ruines montrent la tour de pierre de 1822. Une famille de gardiens de phare a vécu à Markøy jusqu'à la fermeture du phare en 1844. L'île fournissait assez de foin pour deux vaches et 3-4 moutons. Les insulaires auraient également cultivé du seigle dans une petite plaine. Le charbon pour le phare venait du continent. Lorsqu'il fallait monter le charbon jusqu'au phare, des gens venaient de toute la paroisse. Le salaire était médiocre, mais il y avait de l'alcool gratuit tant que durait le travail.

### Lien connexe
- Liste des phares de Norvège